# Louise Ertman Baunsgaard
Louise Ertman Baunsgaard (født 13. juli, 1975) er en dansk iværksætter og investor, kendt som stifter af Letz Sushi (en).

## Karriere
Louise Ertman Baunsgaard oprettede restaurantkæden Letz Sushi i 2003, som fusionerede med Lars Larsen Group i 2013. I 2017 voksede Letz Sushi til 16 forretninger med 150 ansatte, hvor resten af virksomheden blev opkøbt af Lars Larsen Group. Louise Ertman Baunsgaard trådte dermed ud af ejerskabet, og begyndte senere at investere i iværksættervirksomheder, samt fungere som mentor.
Louise Ertman Baunsgaard arbejder nu også på at hjælpe kvinder med at springe ud som iværksættere.

## Privatliv
Louise Ertman Baunsgaard og hendes mand har tre børn, og sammen bor de i en landejendom udenfor København. 